# Finspångs kommun
58°42′33″N 15°47′13″Ø / 58.70917°N 15.78694°Ø
Finspångs kommun ligger i den nordlige del af det svenske län Östergötlands län. Kommunens administrationscenter ligger i byen Finspång. Sveriges første statsminister Louis Gerhard De Geer blev født i Finspång.
Kommunen grænser til Norrköping, Motala og Linköping kommuner i Östergötlands län, Hallsberg og Örebro kommuner i Örebro län, samt Vingåker og Katrineholm kommuner i Södermanlands län.

## Byer
Finspång kommune har 11 byer.
I tabellen opgives antal indbyggere pr. 31. december 2005.
| #   | By              | Indbyggere |
| --- | --------------- | ---------- |
| 1.  | Finspång        | 12.415     |
| 2.  | Rejmyre         | 899        |
| 3.  | Lotorp          | 715        |
| 4.  | Sonstorp        | 471        |
| 5.  | Falla           | 463        |
| 6.  | Hällestad       | 357        |
| 7.  | Ljusfallshammar | 318        |
| 8.  | Grytgöl         | 301        |
| 9.  | Borggård        | 252        |
| 10. | Igelfors        | 231        |
| 11. | Butbro          | 215        |

## Søer
Finspångs kommun har ca 365 navngivne søer. Ofte benævnes kommunen fejlagtigt for at være Sveriges sørigeste, men flere kommuner i Norrland har tusindvis af søer.

## Eksterne kilder og henvisninger
1. ↑  ”Kommunarealer den 1 januari 2012” (Excel). Statistiska centralbyrån. Læst 15. marts 2012.

- Finspång kommunes offisielle hjemmeside Arkiveret 6. februar 2009 hos  Wayback Machine